# Aurimas Didžbalis

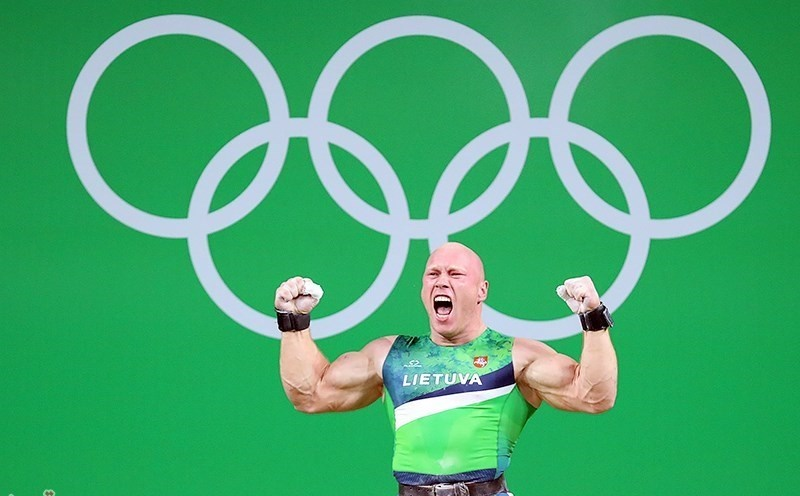
Aurimas Didžbalis bei den Olympischen Spielen 2016 in Rio de Janeiro

Aurimas Didžbalis (* 13. Juni 1991 in Kaunas) ist ein litauischer Gewichtheber.

## Leben
Didžbalis wuchs im Dorf Pamargiai in der Gemeinde Marijampolė auf. 
Sein erster Trainer war Alvydas Kirkliauskas in Marijampolė. Sein jüngerer Bruder  Robertas ist auch Gewichtheber und wird in Marijampolė trainiert.
Aurimas Didžbalis absolvierte das Bachelorstudium und 2015 war Magistrand im Fernstudium der Sportpädagogik an der Pädagogikfakultät in Klaipėda. Er wurde bester Sportler der Klaipėdos universitetas.

## Erfolge
Didžbalis war 2010 Junioren-Europameister und -Weltmeister. Im selben Jahr nahm er auch erstmals bei den Weltmeisterschaften der Aktiven teil und erreichte in der Klasse bis 94 kg den achten Platz. 2011 gewann er bei den Europameisterschaften Bronze im Zweikampf und im Stoßen sowie Gold im Reißen. Bei der Universiade 2011 gewann er Silber und bei den Weltmeisterschaften 2011 wurde er Zehnter. 2012 war er bei den Europameisterschaften Zweiter. Allerdings wurde er bei der Dopingkontrolle positiv auf Dehydrochlormethyltestosteron getestet, disqualifiziert und für zwei Jahre gesperrt. Nach seiner Sperre gewann Didžbalis bei den Weltmeisterschaften 2014 Bronze im Zweikampf und Silber im Reißen. 2015 wurde er Europameister. Bei den Olympischen Spielen 2016 in Rio gewann Didžbalis Bronze (Klasse bis 94 kg). Das war die erste olympische Medaille in der Schwerathletik für Litauen. Ende 2016 wurde er dafür als Litauens Sportler des Jahres ausgezeichnet.
Im Dezember 2017 wurde er Vizeweltmeister.